# Nuotatore dell'anno

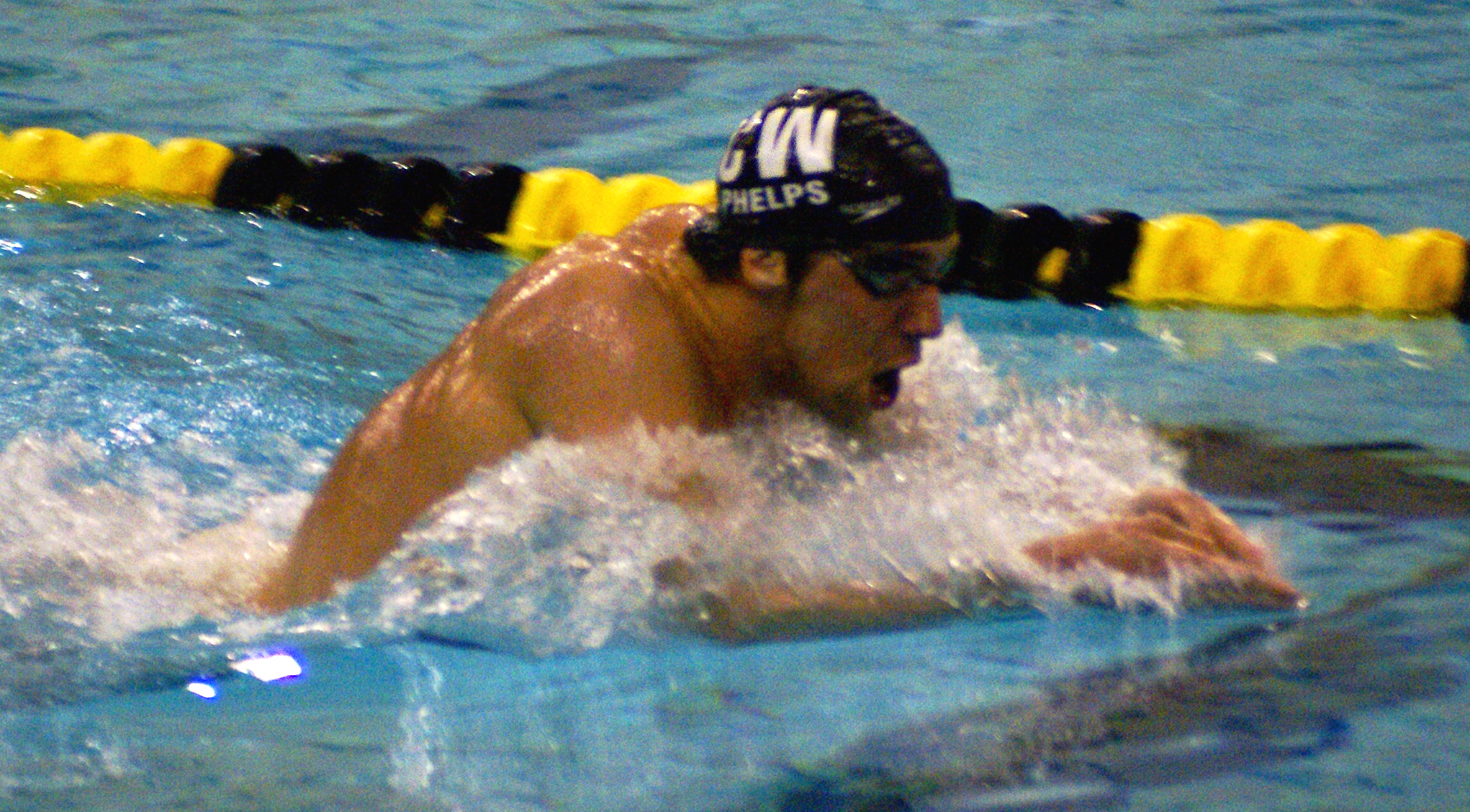
Michael Phelps, Nuotatore dell'anno per 8 volte

Il riconoscimento di Nuotatore dell'anno (Swimmer of the Year) è un premio assegnato annualmente dalla rivista statunitense Swimming World Magazine ed è da più parti considerato come il più prestigioso nel mondo nel nuoto.
Il riconoscimento è stato assegnato per la prima volta nel 1964 all'americano Don Schollander; due anni dopo è stato il conferito anche il premio femminile. I vincitori erano quasi esclusivamente statunitensi fino all'esplosione delle atlete della Germania Est negli anni settanta, quindi nel 1980 sono state create le sottocategorie di nuotatore americano e nuotatore europeo dell'anno. La nazione più titolata negli anni novanta è stata invece l'Australia e grazie a ciò è stato introdotto nel 1995 il titolo riservato agli atleti del bacino del Pacifico. La categoria riservata agli atleti paralimpici è stata creata nel 2003 e l'anno successivo quella riservata agli africani. L'ultimo premio introdotto è stato quello per il nuoto di fondo nel 2005.

## Nuotatore mondiale dell'anno

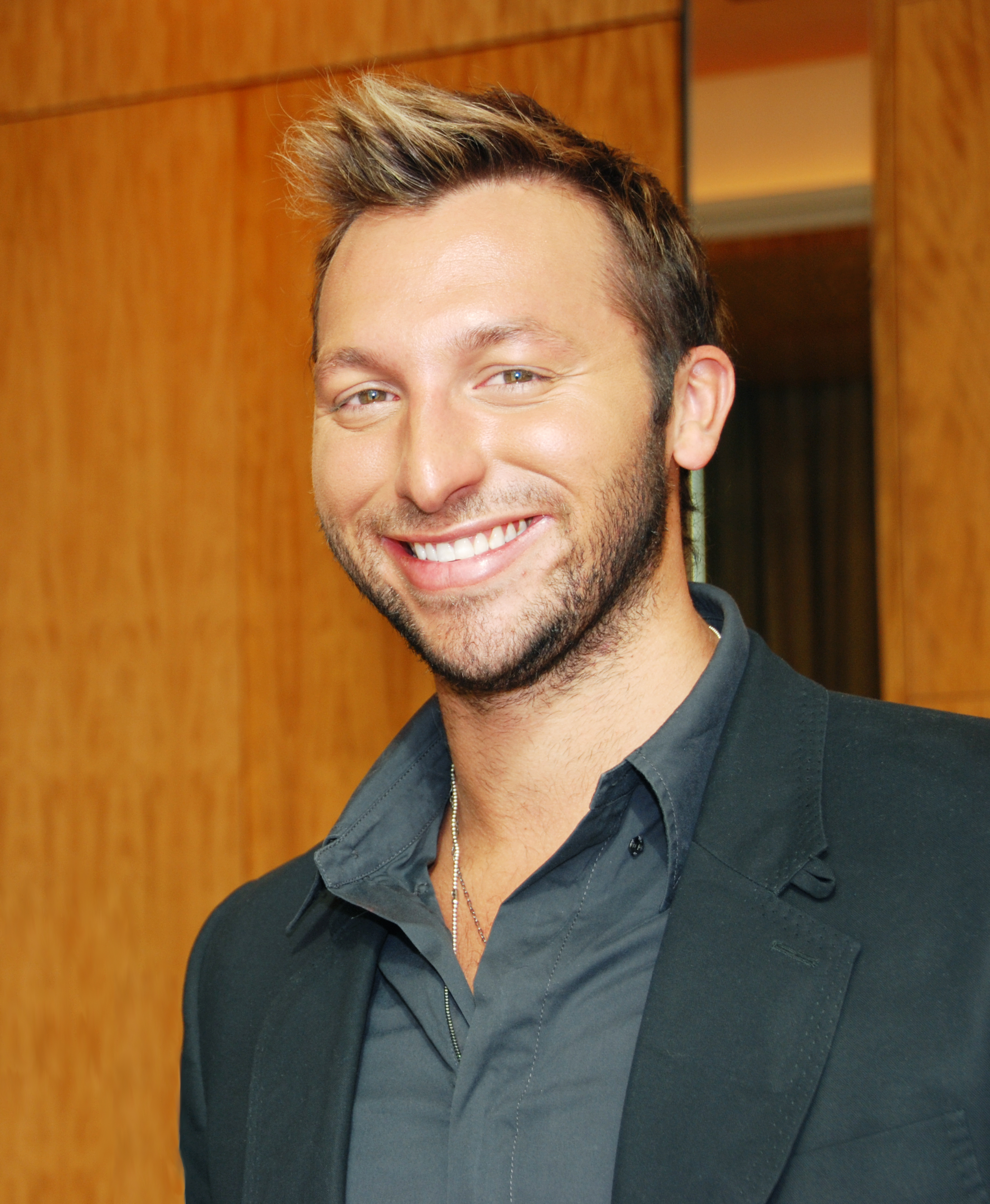
Ian Thorpe

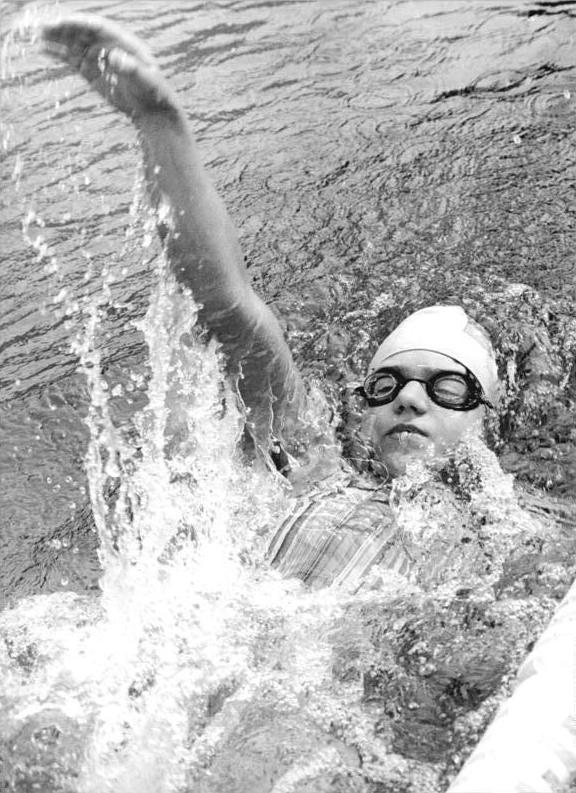
Petra Schneider

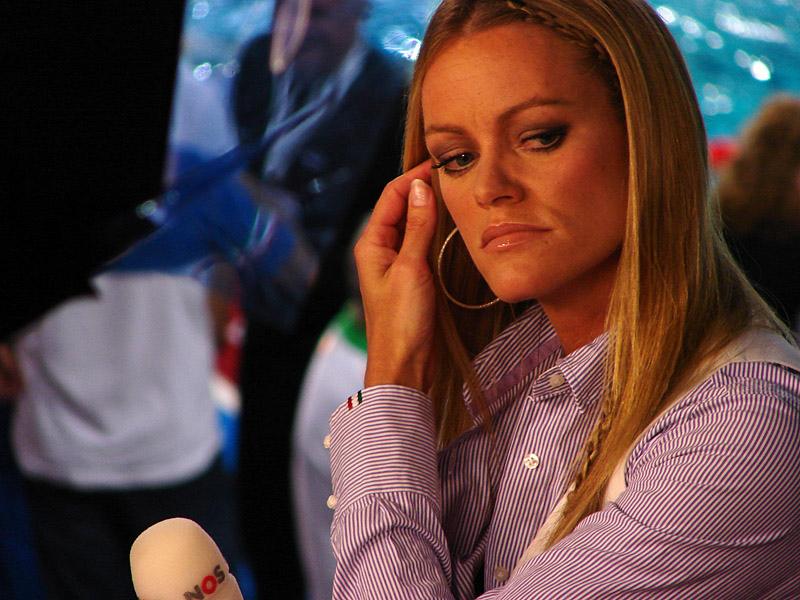
Inge de Bruijn

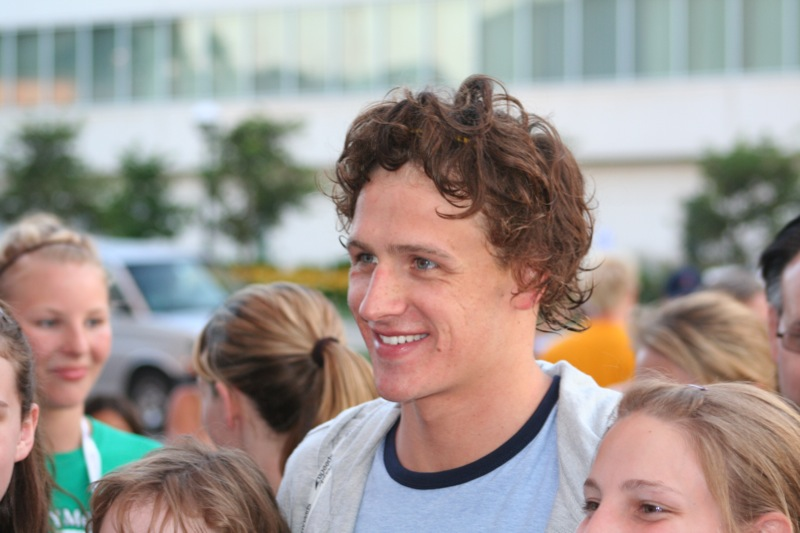
Ryan Lochte

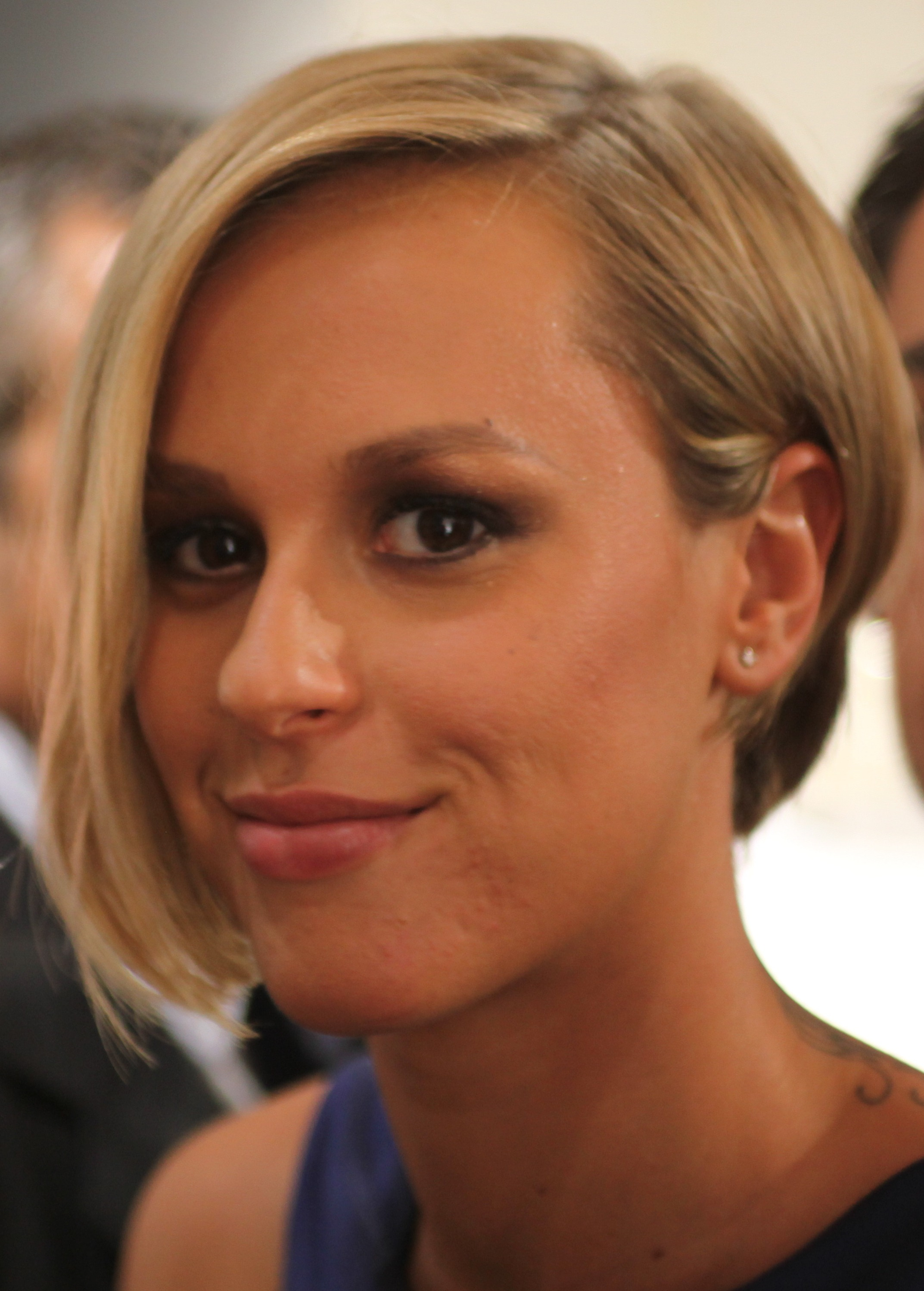
Federica Pellegrini

Il World Swimmer of the Year è stato assegnato per la prima volta nel 1964. Gli Stati Uniti sono la nazione più vittoriosa (57 volte), seguiti dall'Australia con 14 affermazioni e dalla Germania Est con 11.
Michael Phelps è il detentore del record di vittorie (8) ed è l'unico assieme a Katie Ledecky ad aver vinto per quattro anni consecutivi. Ian Thorpe è il secondo nuotatore maschile più vittorioso (4 titoli), oltre che il più giovane vincitore maschile (16 anni nel 1998).
Katie Ledecky è la donna più vincente con 5 titoli, davanti a Debbie Meyer, Krisztina Egerszegi e Kristin Otto (3). Franziska van Almsick è stata la più giovane vincitrice di sempre, avendo conquistato il titolo a 15 anni nel 1993.
Il 1º dicembre 2013 Swimming World Magazine ha ufficialmente revocato, in quanto viziati dal doping di stato, i titoli assegnati alle nuotatrici della Germania Est, che di conseguenza sono rimasti vacanti.
| Anno | Uomini                    | Naz.             | Donne                 | Naz.         |
| ---- | ------------------------- | ---------------- | --------------------- | ------------ |
| 1964 | Don Schollander           | Stati Uniti      | non assegnato         | -            |
| 1965 | Dick Roth                 | Stati Uniti      | non assegnato         | -            |
| 1966 | Mike Burton               | Stati Uniti      | Claudia Kolb          | Stati Uniti  |
| 1967 | Mark Spitz                | Stati Uniti      | Debbie Meyer          | Stati Uniti  |
| 1968 | Charles Hickocks          | Stati Uniti      | Debbie Meyer          | Stati Uniti  |
| 1969 | Gary Hall Sr.             | Stati Uniti      | Debbie Meyer          | Stati Uniti  |
| 1970 | Gary Hall Sr.             | Stati Uniti      | Alice Jones           | Stati Uniti  |
| 1971 | Mark Spitz                | Stati Uniti      | Shane Gould           | Australia    |
| 1972 | Mark Spitz                | Stati Uniti      | Shane Gould           | Australia    |
| 1973 | Rick DeMont               | Stati Uniti      | Kornelia Ender        | Germania Est |
| 1974 | Tim Shaw                  | Stati Uniti      | Ulrike Tauber         | Germania Est |
| 1975 | Tim Shaw                  | Stati Uniti      | Kornelia Ender        | Germania Est |
| 1976 | John Naber                | Stati Uniti      | Kornelia Ender        | Germania Est |
| 1977 | Brian Goodell             | Stati Uniti      | Ulrike Tauber         | Germania Est |
| 1978 | Jesse Vassallo            | Stati Uniti      | Tracy Caulkins        | Stati Uniti  |
| 1979 | Vladimir Sal'nikov        | Unione Sovietica | Cynthia Woodhead      | Stati Uniti  |
| 1980 | Rowdy Gaines              | Stati Uniti      | Petra Schneider       | Germania Est |
| 1981 | Alex Baumann              | Canada           | Mary T. Meagher       | Stati Uniti  |
| 1982 | Vladimir Sal'nikov        | Unione Sovietica | Petra Schneider       | Germania Est |
| 1983 | Rick Carey                | Stati Uniti      | Ute Geweniger         | Germania Est |
| 1984 | Alex Baumann              | Canada           | Kristin Otto          | Germania Est |
| 1985 | Michael Gross             | Germania Ovest   | Mary T. Meagher       | Stati Uniti  |
| 1986 | Matt Biondi               | Stati Uniti      | Kristin Otto          | Germania Est |
| 1987 | Tamás Darnyi              | Ungheria         | Janet Evans           | Stati Uniti  |
| 1988 | Matt Biondi               | Stati Uniti      | Kristin Otto          | Germania Est |
| 1989 | Mike Barrowman            | Stati Uniti      | Janet Evans           | Stati Uniti  |
| 1990 | Mike Barrowman            | Stati Uniti      | Janet Evans           | Stati Uniti  |
| 1991 | Tamás Darnyi              | Ungheria         | Krisztina Egerszegi   | Ungheria     |
| 1992 | Evgenij Sadovyj           | Russia           | Krisztina Egerszegi   | Ungheria     |
| 1993 | Károly Güttler            | Ungheria         | Franziska van Almsick | Germania     |
| 1994 | Kieren Perkins            | Australia        | Samantha Riley        | Australia    |
| 1995 | Denis Pankratov           | Russia           | Krisztina Egerszegi   | Ungheria     |
| 1996 | Denis Pankratov           | Russia           | Penelope Heyns        | Sudafrica    |
| 1997 | Michael Klim              | Australia        | Claudia Poll          | Costa Rica   |
| 1998 | Ian Thorpe                | Australia        | Jenny Thompson        | Stati Uniti  |
| 1999 | Ian Thorpe                | Australia        | Penelope Heyns        | Sudafrica    |
| 2000 | Pieter van den Hoogenband | Paesi Bassi      | Inge de Bruijn        | Paesi Bassi  |
| 2001 | Ian Thorpe                | Australia        | Inge de Bruijn        | Paesi Bassi  |
| 2002 | Ian Thorpe                | Australia        | Natalie Coughlin      | Stati Uniti  |
| 2003 | Michael Phelps            | Stati Uniti      | Hannah Stockbauer     | Germania     |
| 2004 | Michael Phelps            | Stati Uniti      | Yana Klochkova        | Ucraina      |
| 2005 | Grant Hackett             | Australia        | Leisel Jones          | Australia    |
| 2006 | Michael Phelps            | Stati Uniti      | Leisel Jones          | Australia    |
| 2007 | Michael Phelps            | Stati Uniti      | Laure Manaudou        | Francia      |
| 2008 | Michael Phelps            | Stati Uniti      | Stephanie Rice        | Australia    |
| 2009 | Michael Phelps            | Stati Uniti      | Federica Pellegrini   | Italia       |
| 2010 | Ryan Lochte               | Stati Uniti      | Rebecca Soni          | Stati Uniti  |
| 2011 | Ryan Lochte               | Stati Uniti      | Rebecca Soni          | Stati Uniti  |
| 2012 | Michael Phelps            | Stati Uniti      | Missy Franklin        | Stati Uniti  |
| 2013 | Sun Yang                  | Cina             | Katie Ledecky         | Stati Uniti  |
| 2014 | Kōsuke Hagino             | Giappone         | Katie Ledecky         | Stati Uniti  |
| 2015 | Adam Peaty                | Regno Unito      | Katie Ledecky         | Stati Uniti  |
| 2016 | Michael Phelps            | Stati Uniti      | Katie Ledecky         | Stati Uniti  |
| 2017 | Caeleb Dressel            | Stati Uniti      | Sarah Sjöström        | Svezia       |
| 2018 | Adam Peaty                | Regno Unito      | Katie Ledecky         | Stati Uniti  |
| 2019 | Caeleb Dressel            | Stati Uniti      | Regan Smith           | Stati Uniti  |
| 2021 | Caeleb Dressel            | Stati Uniti      | Emma McKeon           | Australia    |
| 2022 | David Popovici            | Romania          | Ariarne Titmus        | Australia    |
| 2023 | Léon Marchand             | Francia          | Kaylee McKeown        | Australia    |
| 2024 | Léon Marchand             | Francia          | Summer McIntosh       | Canada       |

## Nuotatore europeo dell'anno

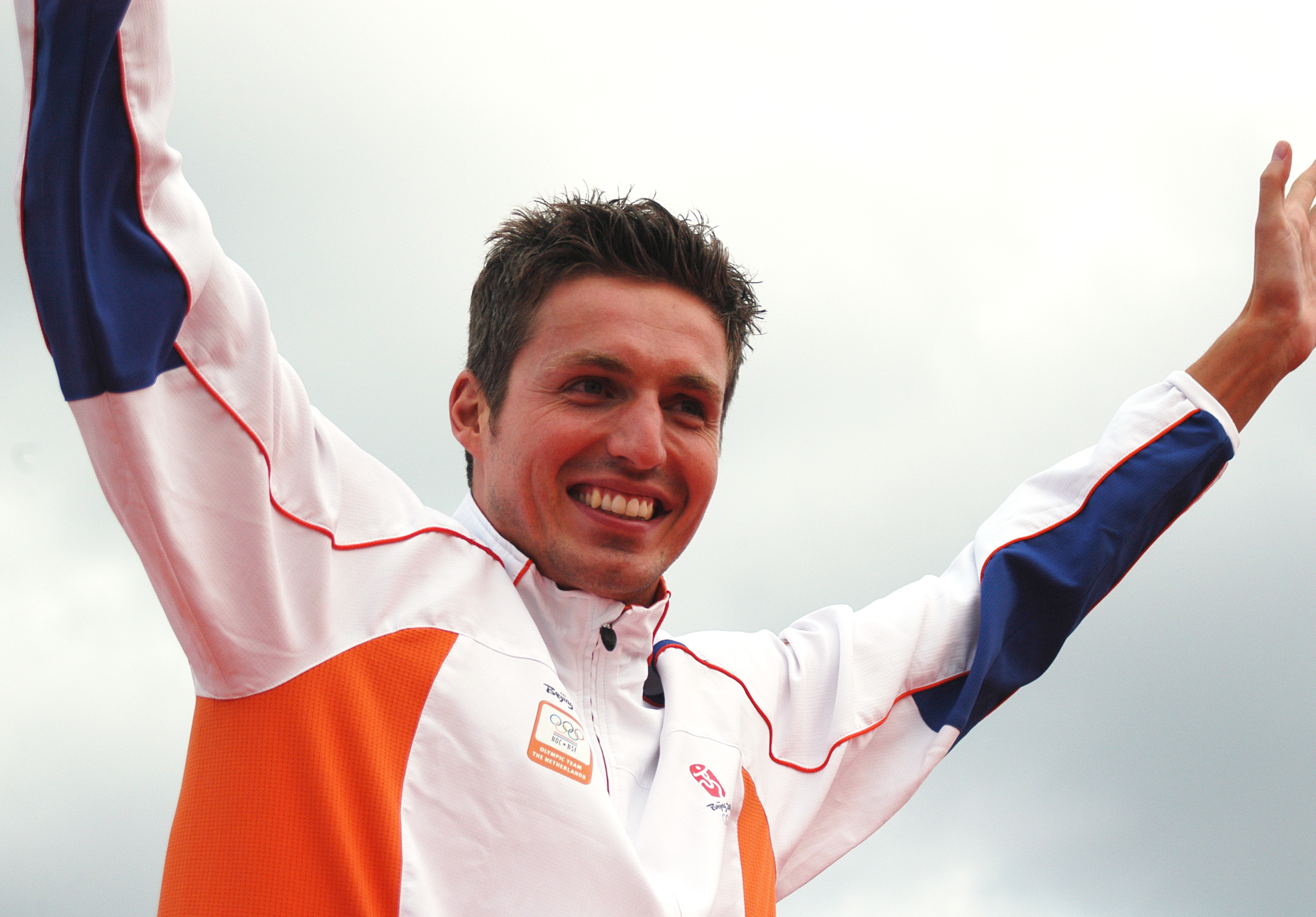
Pieter van den Hoogenband

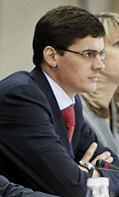
Aleksandr Popov

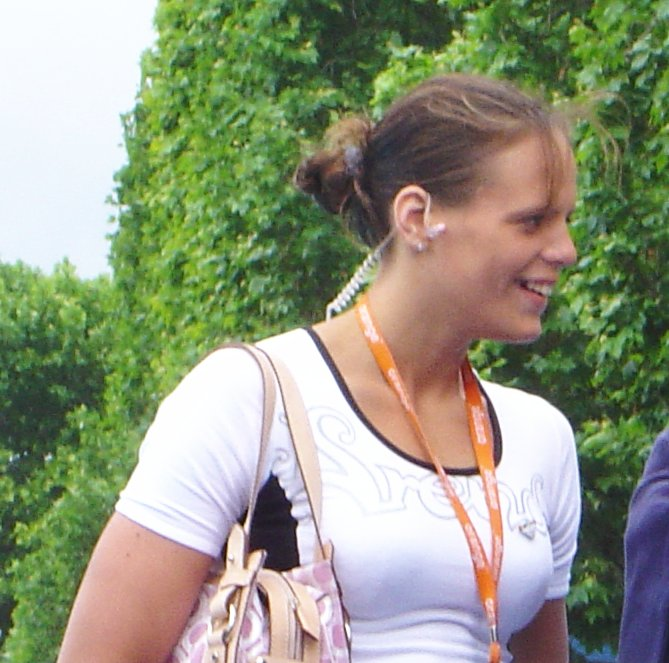
Laure Manaudou

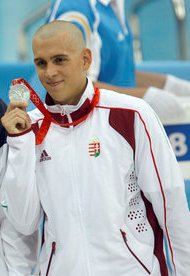
László Cseh

La Germania Est ha dominato il mondo del nuoto in campo femminile negli anni settanta e ottanta grazie a quello che è stato in seguito definito "Doping di stato". Dopo la caduta del Muro di Berlino questo dominio si è interrotto e la nuova Germania, da allora, ha conquistato il titolo per quattro volte, tre delle quali con Franziska van Almsick. In campo maschile gli anni ottanta hanno visto il dominio del tedesco dell'ovest Michael Gross, soprannominato L'Albatros, vincitore per cinque anni consecutivi. Il 1º dicembre 2013 Swimming World Magazine ha ufficialmente revocato, in quanto viziati dal doping di stato, i titoli assegnati alle nuotatrici della Germania Est, che di conseguenza sono rimasti vacanti.
L'Ungheria ha ricevuto il riconoscimento per 18 volte, 8 delle quali con Krisztina Egerszegi e Katinka Hosszú, nuotatrici più titolate in assoluto. I Paesi Bassi hanno vinto 8 volte, 4 delle quali grazie a Pieter van den Hoogenband.
| Anno | Uomini                    | Naz.             | Donne                 | Naz.          |
| ---- | ------------------------- | ---------------- | --------------------- | ------------- |
| 1980 | Vladimir Sal'nikov        | Unione Sovietica | Petra Schneider       | Germania Est  |
| 1981 | Sándor Wladár             | Ungheria         | Ute Geweniger         | Germania Est  |
| 1982 | Michael Gross             | Germania Ovest   | Cornelia Sirch        | Germania Est  |
| 1983 | Michael Gross             | Germania Ovest   | Ute Geweniger         | Germania Est  |
| 1984 | Michael Gross             | Germania Ovest   | Kristin Otto          | Germania Est  |
| 1985 | Michael Gross             | Germania Ovest   | Silke Hörner          | Germania Est  |
| 1986 | Michael Gross             | Germania Ovest   | Kristin Otto          | Germania Est  |
| 1987 | Tamás Darnyi              | Ungheria         | Silke Hörner          | Germania Est  |
| 1988 | Tamás Darnyi              | Ungheria         | Kristin Otto          | Germania Est  |
| 1989 | Giorgio Lamberti          | Italia           | Anke Möhring          | Germania Est  |
| 1990 | Adrian Moorhouse          | Gran Bretagna    | Krisztina Egerszegi   | Ungheria      |
| 1991 | Tamás Darnyi              | Ungheria         | Krisztina Egerszegi   | Ungheria      |
| 1992 | Evgenij Sadovyj           | Russia           | Krisztina Egerszegi   | Ungheria      |
| 1993 | Károly Güttler            | Ungheria         | Franziska van Almsick | Germania      |
| 1994 | Aleksandr Popov           | Russia           | Franziska van Almsick | Germania      |
| 1995 | Denis Pankratov           | Russia           | Krisztina Egerszegi   | Ungheria      |
| 1996 | Denis Pankratov           | Russia           | Michelle Smith        | Irlanda       |
| 1997 | Emiliano Brembilla        | Italia           | Ágnes Kovács          | Ungheria      |
| 1998 | Denys Sylant'jev          | Ucraina          | Ágnes Kovács          | Ungheria      |
| 1999 | Pieter van den Hoogenband | Paesi Bassi      | Inge de Bruijn        | Paesi Bassi   |
| 2000 | Pieter van den Hoogenband | Paesi Bassi      | Inge de Bruijn        | Paesi Bassi   |
| 2001 | Roman Sludnov             | Russia           | Inge de Bruijn        | Paesi Bassi   |
| 2002 | Pieter van den Hoogenband | Paesi Bassi      | Franziska van Almsick | Germania      |
| 2003 | Aleksandr Popov           | Russia           | Hannah Stockbauer     | Germania      |
| 2004 | Pieter van den Hoogenband | Paesi Bassi      | Yana Klochkova        | Ucraina       |
| 2005 | László Cseh               | Ungheria         | Otylia Jędrzejczak    | Polonia       |
| 2006 | László Cseh               | Ungheria         | Laure Manaudou        | Francia       |
| 2007 | Mateusz Sawrymowicz       | Polonia          | Laure Manaudou        | Francia       |
| 2008 | Alain Bernard             | Francia          | Rebecca Adlington     | Gran Bretagna |
| 2009 | Paul Biedermann           | Germania         | Federica Pellegrini   | Italia        |
| 2010 | Camille Lacourt           | Francia          | Federica Pellegrini   | Italia        |
| 2011 | Alexander Dale Oen        | Norvegia         | Federica Pellegrini   | Italia        |
| 2012 | Yannick Agnel             | Francia          | Ranomi Kromowidjojo   | Paesi Bassi   |
| 2013 | Dániel Gyurta             | Ungheria         | Katinka Hosszú        | Ungheria      |
| 2014 | Adam Peaty                | Regno Unito      | Katinka Hosszú        | Ungheria      |
| 2015 | Adam Peaty                | Regno Unito      | Sarah Sjöström        | Svezia        |
| 2016 | Adam Peaty                | Regno Unito      | Katinka Hosszú        | Ungheria      |
| 2017 | Adam Peaty                | Regno Unito      | Sarah Sjöström        | Svezia        |
| 2018 | Adam Peaty                | Regno Unito      | Sarah Sjöström        | Svezia        |
| 2019 | Adam Peaty                | Regno Unito      | Katinka Hosszú        | Ungheria      |
| 2021 | Evgenij Rylov             | Russia           | Sarah Sjöström        | Svezia        |
| 2022 | David Popovici            | Romania          | Sarah Sjöström        | Svezia        |
| 2023 | Léon Marchand             | Francia          | Sarah Sjöström        | Svezia        |
| 2024 | Léon Marchand             | Francia          | Sarah Sjöström        | Svezia        |

## Nuotatore americano dell'anno

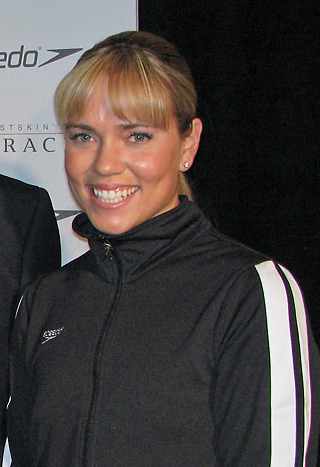
Natalie Coughlin

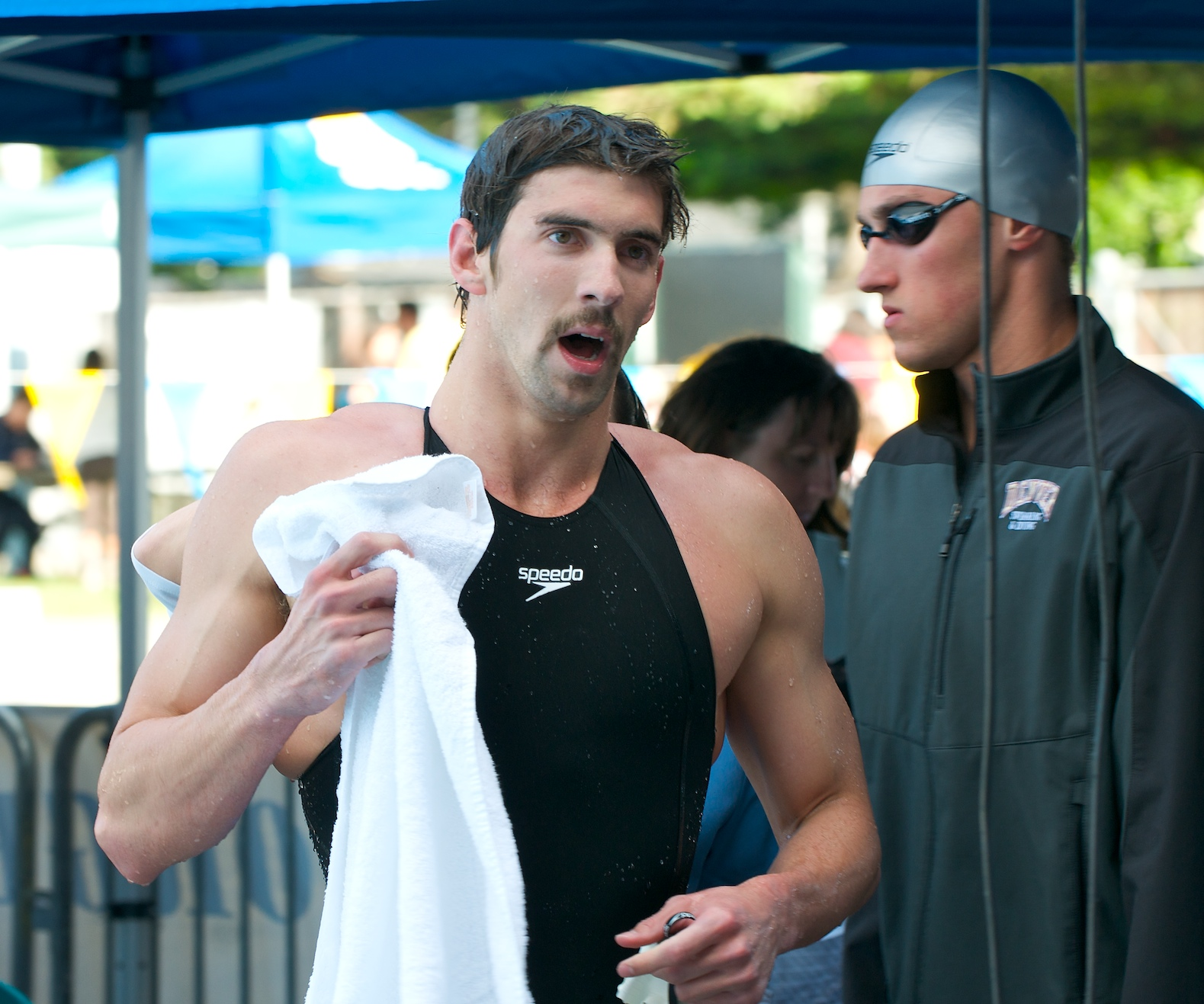
Michael Phelps, Nuotatore americano dell'anno per 11 volte

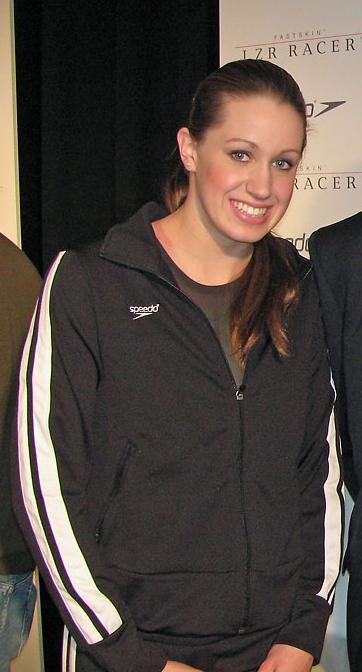
Katie Hoff

Michael Phelps ha vinto il titolo per 11 volte, dal 2001 al 2016. La donna più vincente è Katie Ledecky, con 7 successi, di cui 6 consecutivi.
| Anno | Uomini                        | Donne                        |
| ---- | ----------------------------- | ---------------------------- |
| 1980 | Mike Bruner                   | Tracy Caulkins               |
| 1981 | Craig Beardsley               | Tracy Caulkins               |
| 1982 | Steve Lundquist               | Tracy Caulkins               |
| 1983 | Rick Carey                    | Tiffany Cohen                |
| 1984 | Pablo Morales                 | Tracy Caulkins               |
| 1985 | Matt Biondi                   | Mary T. Meagher              |
| 1986 | Matt Biondi                   | Betsy Mitchell               |
| 1987 | David Wharton                 | Janet Evans                  |
| 1988 | Matt Biondi                   | Janet Evans                  |
| 1989 | Mike Barrowman                | Janet Evans                  |
| 1990 | Mike Barrowman                | Janet Evans                  |
| 1991 | Mike Barrowman                | Janet Evans                  |
| 1992 | Mike Barrowman                | Summer Sanders               |
| 1993 | Eric Namesnick                | Jenny Thompson               |
| 1994 | Tom Dolan                     | Allison Wagner               |
| 1995 | Tom Dolan                     | Amy Van Dyken                |
| 1996 | Staffetta 4x100 misti         | Amy Van Dyken                |
| 1997 | Lenny Krayzelburg             | Kristine Quance              |
| 1998 | Lenny Krayzelburg             | Jenny Thompson               |
| 1999 | Lenny Krayzelburg             | Jenny Thompson               |
| 2000 | Lenny Krayzelburg e Tom Dolan | Brooke Bennett               |
| 2001 | Michael Phelps                | Natalie Coughlin             |
| 2002 | Michael Phelps                | Natalie Coughlin             |
| 2003 | Michael Phelps                | Amanda Beard                 |
| 2004 | Michael Phelps                | Amanda Beard                 |
| 2005 | Aaron Peirsol                 | Katie Hoff                   |
| 2006 | Michael Phelps                | Katie Hoff                   |
| 2007 | Michael Phelps                | Katie Hoff                   |
| 2008 | Michael Phelps                | Natalie Coughlin             |
| 2009 | Michael Phelps                | Ariana Kukors e Rebecca Soni |
| 2010 | Ryan Lochte                   | Rebecca Soni                 |
| 2011 | Ryan Lochte                   | Rebecca Soni                 |
| 2012 | Michael Phelps                | Missy Franklin               |
| 2013 | Ryan Lochte                   | Katie Ledecky                |
| 2014 | Ryan Cochrane e Tyler Clary   | Katie Ledecky                |
| 2015 | Michael Phelps                | Katie Ledecky                |
| 2016 | Michael Phelps                | Katie Ledecky                |
| 2017 | Caeleb Dressel                | Katie Ledecky                |
| 2018 | Chase Kalisz                  | Katie Ledecky                |
| 2019 | Caeleb Dressel                | Regan Smith                  |
| 2021 | Caeleb Dressel                | Katie Ledecky                |
| 2022 | Robert Finke                  | Katie Ledecky                |
| 2023 | Ryan Murphy                   | Summer McIntosh              |
| 2024 | Robert Finke                  | Summer McIntosh              |

## Nuotatore dell'anno del Bacino del Pacifico

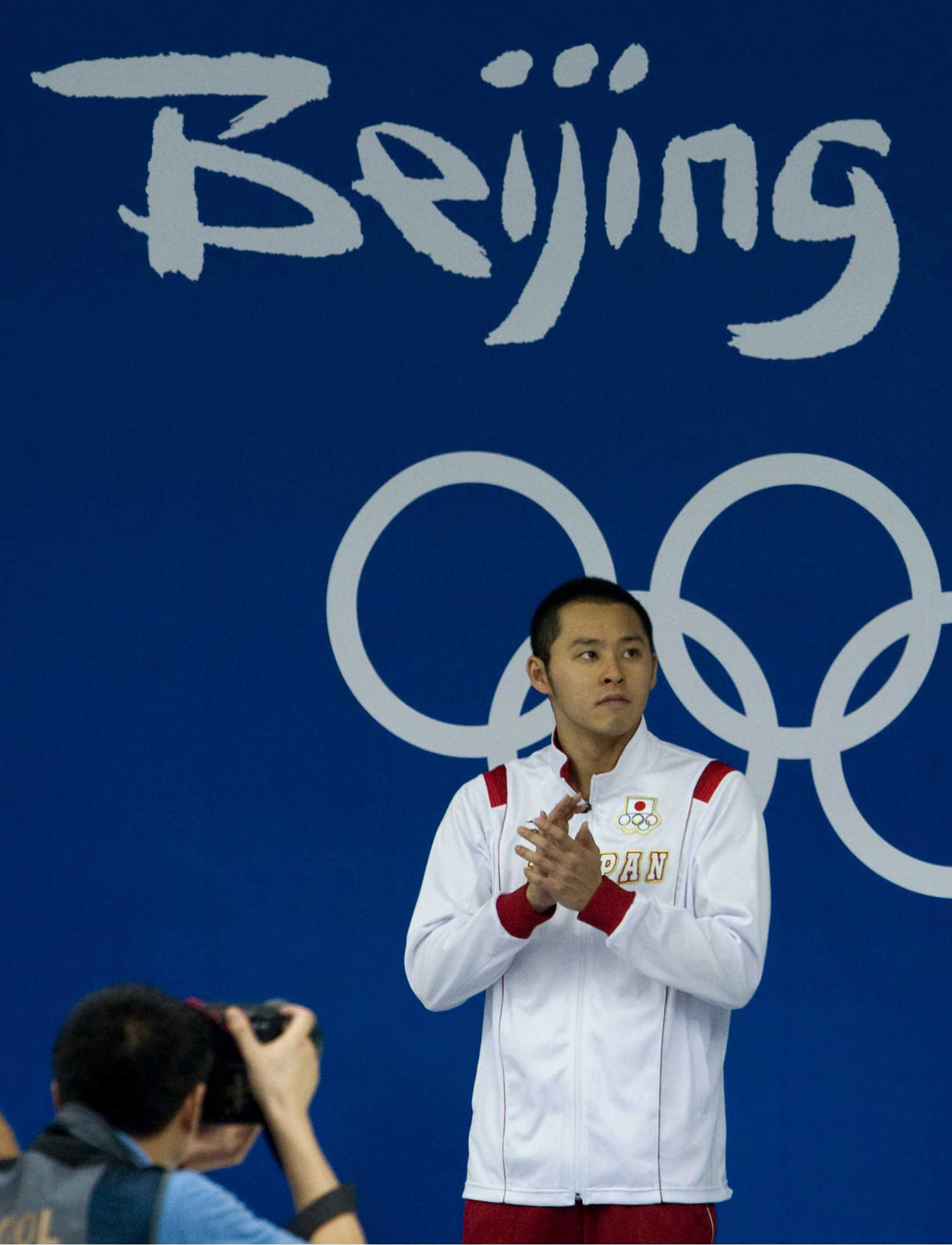
Kōsuke Kitajima

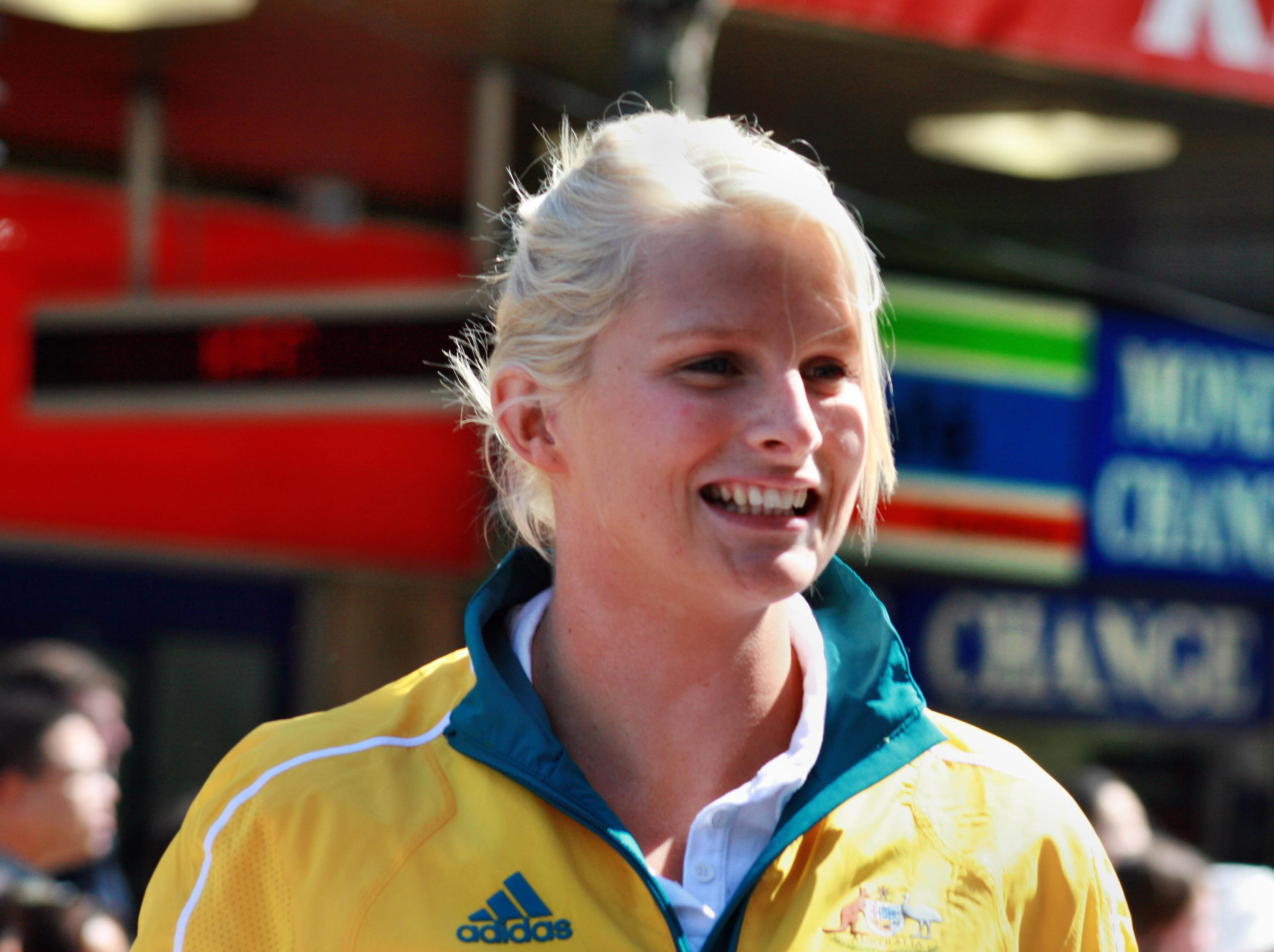
Leisel Jones

Questo riconoscimento è stato creato nel 1995, in quanto l'anno precedente, per la prima volta, due nuotatori australiani (Kieren Perkins e Samantha Riley) avevano ottenuto il premio di nuotatore mondiale nello stesso anno. Sono proprio gli australiani a dominare la categoria con 33 successi. Tra essi i più titolati sono Ian Thorpe, (6) e Susie O'Neill (4).
| Anno | Uomini             | Naz.          | Donne             | Naz.      |
| ---- | ------------------ | ------------- | ----------------- | --------- |
| 1995 | Scott Miller       | Australia     | Susie O'Neill     | Australia |
| 1996 | Danyon Loader      | Nuova Zelanda | Jingyi Le         | Cina      |
| 1997 | Michael Klim       | Australia     | Samantha Riley    | Australia |
| 1998 | Ian Thorpe         | Australia     | Susie O'Neill     | Australia |
| 1999 | Ian Thorpe         | Australia     | Susie O'Neill     | Australia |
| 2000 | Ian Thorpe         | Australia     | Susie O'Neill     | Australia |
| 2001 | Ian Thorpe         | Australia     | Petria Thomas     | Australia |
| 2002 | Ian Thorpe         | Australia     | Petria Thomas     | Australia |
| 2003 | Kōsuke Kitajima    | Giappone      | Leisel Jones      | Australia |
| 2004 | Ian Thorpe         | Australia     | Jodie Henry       | Australia |
| 2005 | Grant Hackett      | Australia     | Leisel Jones      | Australia |
| 2006 | Tae Hwan Park      | Corea del Sud | Leisel Jones      | Australia |
| 2007 | Kōsuke Kitajima    | Giappone      | Libby Lenton      | Australia |
| 2008 | Kōsuke Kitajima    | Giappone      | Stephanie Rice    | Australia |
| 2009 | Zhang Lin          | Cina          | Jessicah Schipper | Australia |
| 2010 | Kōsuke Kitajima    | Giappone      | Alicia Coutts     | Australia |
| 2011 | Sun Yang           | Cina          | Ye Shiwen         | Cina      |
| 2012 | Sun Yang           | Cina          | Ye Shiwen         | Cina      |
| 2013 | Sun Yang           | Cina          | Cate Campbell     | Australia |
| 2014 | Kōsuke Hagino      | Giappone      | Cate Campbell     | Australia |
| 2015 | Mitch Larkin       | Australia     | Emily Seebohm     | Australia |
| 2016 | Kōsuke Hagino      | Giappone      | Rie Kanetō        | Giappone  |
| 2017 | Sun Yang           | Cina          | Emily Seebohm     | Australia |
| 2018 | Sun Yang           | Cina          | Cate Campbell     | Australia |
| 2019 | Daiya Seto         | Giappone      | Ariarne Titmus    | Australia |
| 2021 | Zac Stubblety-Cook | Australia     | Emma McKeon       | Australia |
| 2022 | Zac Stubblety-Cook | Australia     | Ariarne Titmus    | Australia |
| 2023 | Qin Haiyang        | Cina          | Kaylee McKeown    | Australia |
| 2024 | Pan Zhanle         | Cina          | Kaylee McKeown    | Australia |

## Nuotatore africano dell'anno

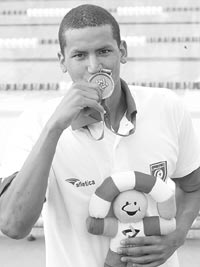
Oussama Mellouli

La categoria riservata agli atleti africani è stata introdotta nel 2004, l'anno in cui la staffetta maschile 4x100 stile libero del Sudafrica ha trionfato alle Olimpiadi di Atene 2004 e in cui Kirsty Coventry ha conquistato tre medaglie individuali, ad indicare la crescita del movimento.
Proprio la plurimedagliata olimpica Coventry ha ottenuto il riconoscimento per 9 volte, mentre l'uomo più titolato è Chad le Clos (8).
| Anno | Uomini                                   | Naz.              | Donne               | Naz.      |
| ---- | ---------------------------------------- | ----------------- | ------------------- | --------- |
| 2004 | Roland Schoeman                          | Sudafrica         | Kirsty Coventry     | Zimbabwe  |
| 2005 | Roland Schoeman                          | Sudafrica         | Kirsty Coventry     | Zimbabwe  |
| 2006 | Roland Schoeman                          | Sudafrica         | Suzaan van Biljon   | Sudafrica |
| 2007 | Roland Schoeman                          | Sudafrica         | Kirsty Coventry     | Zimbabwe  |
| 2008 | Oussama Mellouli                         | Tunisia           | Kirsty Coventry     | Zimbabwe  |
| 2009 | Oussama Mellouli e Cameron van der Burgh | Tunisia Sudafrica | Kirsty Coventry     | Zimbabwe  |
| 2010 | Cameron van der Burgh                    | Sudafrica         | Mandy Loots         | Sudafrica |
| 2011 | Cameron van der Burgh                    | Sudafrica         | Kirsty Coventry     | Zimbabwe  |
| 2012 | Chad le Clos                             | Sudafrica         | Kirsty Coventry     | Zimbabwe  |
| 2013 | Chad le Clos                             | Sudafrica         | Karin Prinsloo      | Sudafrica |
| 2014 | Chad le Clos                             | Sudafrica         | Karin Prinsloo      | Sudafrica |
| 2015 | Chad le Clos                             | Sudafrica         | Kirsty Coventry     | Zimbabwe  |
| 2016 | Chad le Clos                             | Sudafrica         | Kirsty Coventry     | Zimbabwe  |
| 2017 | Chad le Clos                             | Sudafrica         | Farida Osman        | Egitto    |
| 2018 | Chad le Clos                             | Sudafrica         | Tatjana Schoenmaker | Sudafrica |
| 2019 | Chad le Clos                             | Sudafrica         | Tatjana Schoenmaker | Sudafrica |
| 2021 | Ahmed Hafnaoui                           | Tunisia           | Tatjana Schoenmaker | Sudafrica |
| 2022 | Pieter Coetze                            | Sudafrica         | Lara van Niekerk    | Sudafrica |
| 2023 | Ahmed Hafnaoui                           | Tunisia           | Tatjana Schoenmaker | Sudafrica |
| 2024 | Ahmed Jaouadi                            | Tunisia           | Tatjana Schoenmaker | Sudafrica |

## Nuotatore di fondo dell'anno

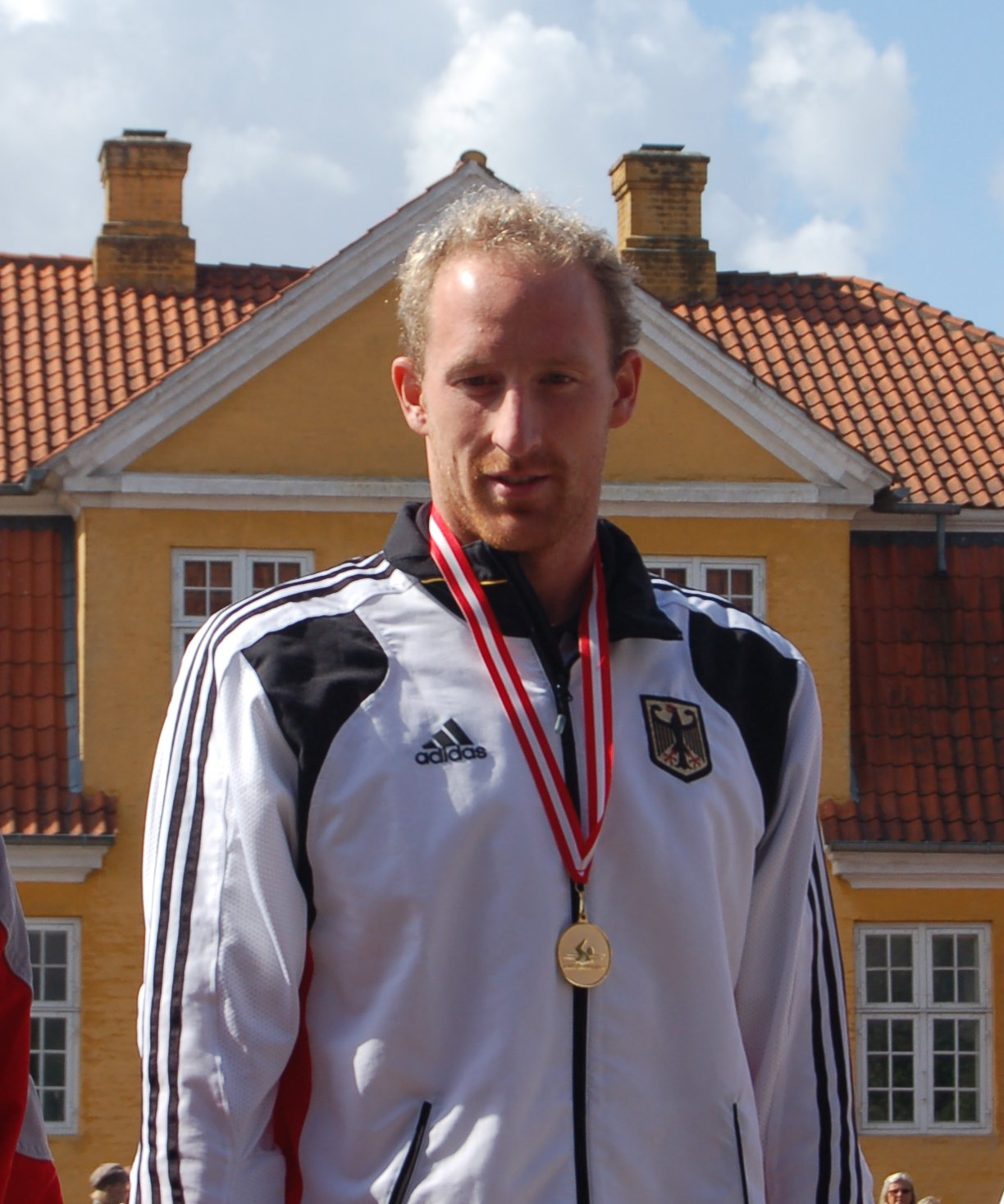
Thomas Lurz

Il riconoscimento dedicato ai nuotatori di fondo è stato creato nel 2005, quando è stata annunciata l'introduzione della specialità ai Giochi olimpici di Pechino, poi ufficializzata nel 2006.
Il tedesco Thomas Lurz è l'uomo più premiato con 5 titoli, mentre le donne più premiate sono la russa Larisa Ilchenko e l'olandese Sharon van Rouwendaal.
| Anno | Uomini                            | Naz.                 | Donne                 | Naz.          |
| ---- | --------------------------------- | -------------------- | --------------------- | ------------- |
| 2005 | Thomas Lurz e Chip Peterson       | Germania Stati Uniti | Edith van Dijk        | Paesi Bassi   |
| 2006 | Thomas Lurz                       | Germania             | Larisa Ilchenko       | Russia        |
| 2007 | Vladimir Dyatchin                 | Russia               | Larisa Ilchenko       | Russia        |
| 2008 | Maarten van der Weijden           | Paesi Bassi          | Larisa Ilchenko       | Russia        |
| 2009 | Thomas Lurz                       | Germania             | Keri-Anne Payne       | Gran Bretagna |
| 2010 | Valerio Cleri                     | Italia               | Martina Grimaldi      | Italia        |
| 2011 | Thomas Lurz e Spyridōn Gianniōtīs | Germania Grecia      | Keri-Anne Payne       | Gran Bretagna |
| 2012 | Oussama Mellouli                  | Tunisia              | Éva Risztov           | Ungheria      |
| 2013 | Thomas Lurz                       | Germania             | Poliana Okimoto       | Brasile       |
| 2014 | Andrew Gemmell                    | Stati Uniti          | Sharon van Rouwendaal | Paesi Bassi   |
| 2015 | Jordan Wilimovsky                 | Stati Uniti          | Aurélie Muller        | Francia       |
| 2016 | Ferry Weertman                    | Paesi Bassi          | Sharon van Rouwendaal | Paesi Bassi   |
| 2017 | Ferry Weertman                    | Paesi Bassi          | Aurélie Muller        | Francia       |
| 2018 | Kristóf Rasovszky                 | Ungheria             | Sharon van Rouwendaal | Paesi Bassi   |
| 2019 | Florian Wellbrock                 | Germania             | Ana Marcela Cunha     | Brasile       |
| 2021 | Florian Wellbrock                 | Germania             | Ana Marcela Cunha     | Brasile       |
| 2022 | Gregorio Paltrinieri              | Italia               | Ana Marcela Cunha     | Brasile       |
| 2023 | Florian Wellbrock                 | Germania             | Leonie Beck           | Germania      |

## Nuotatore paralimpico dell'anno
Il premio è stato assegnato per la prima volta nel 2003. Il brasiliano Daniel Dias è il più titolato con 5 vittorie.
| Anno | Uomini          | Naz.          | Donne                | Naz.          |
| ---- | --------------- | ------------- | -------------------- | ------------- |
| 2003 | Sergei Punko    | Bielorussia   | Danielle Watts       | Gran Bretagna |
| 2004 | non assegnato   | -             | non assegnato        | -             |
| 2005 | Benoît Huot     | Canada        | Erin Popovich        | Stati Uniti   |
| 2006 | Wang Xiaofu     | Cina          | Jessica Long         | Stati Uniti   |
| 2007 | Matthew Cowdrey | Australia     | Valérie Grand'Maison | Canada        |
| 2008 | Matthew Cowdrey | Australia     | Natalie du Toit      | Sudafrica     |
| 2009 | Daniel Dias     | Brasile       | Mallory Weggemann    | Stati Uniti   |
| 2010 | Daniel Dias     | Brasile       | Mallory Weggemann    | Stati Uniti   |
| 2011 | Daniel Dias     | Brasile       | Jessica Long         | Stati Uniti   |
| 2012 | Matthew Cowdrey | Australia     | Jacqueline Freney    | Australia     |
| 2013 | Daniel Dias     | Brasile       | Sophie Pascoe        | Nuova Zelanda |
| 2014 | Ian Silverman   | Stati Uniti   | Ingrid Thunem        | Norvegia      |
| 2015 | Ihar Boki       | Bielorussia   | Rebecca Meyers       | Stati Uniti   |
| 2016 | Daniel Dias     | Brasile       | Aurélie Rivard       | Canada        |
| 2017 | Vincenzo Boni   | Italia        | Sophie Pascoe        | Nuova Zelanda |
| 2018 | Ihar Boki       | Bielorussia   | Carlotta Gilli       | Italia        |
| 2019 | Reece Dunn      | Gran Bretagna | Sophie Pascoe        | Nuova Zelanda |
| 2021 | Maksym Krypak   | Ucraina       | Jessica Long         | Stati Uniti   |
| 2023 | Andrii Trusov   | Ucraina       | Carlotta Gilli       | Italia        |